# Народ из давнина
„Народ из давнина” (енгл. The Very Old Folk) је име које су издавачи дали причи пронађеној у писму које је амерички писац Хауард Филипс Лавкрафт послао Доналду Вандреју 3. новембра 1927. године. Аутор Френк Белкнап Лонг је такође прочитао ову приповетку и на Лавкрафтову дозволу укључио ју је у своју новелу Ужас са брда.

## Радња
Прича је белешка о сну, где је главни јунак римски војни званичник у земљи Васкона у близини Помпела. Земљу сваке године пустоше страшни брђани који отимају мештане и изводе окрутне ритуале за Сабат. Приповедач жели да предводи војну експедицију да сатре брђане, јер је земљу, услед нереда између мештана и брђана, обузео осећај приближавања зла. Брђани су дошли да тргују, али неки од њих су убијени и касније престају нестанци пред Сабат. Напад предводи локалац римског порекла. Док се Римљани приближавају седишту Сабатних ритуала, нешто страшно их напада и у тренутку се дешавају ужасне ствари:
„Убио се када су коњи вриснули... Он, који се родио и живео цео живот у том крају, и знао шта људи шапућу о брдима. Све су бакље сада почеле да се гасе, а крици уплашених легионара мешали су се са непрестаним вриском привезаних коња. Ваздух је постао приметно хладнији, нагло више него што је уобичајено на ивици новембра, и чинило се да га узбуркавају страшни таласи које нисам могао а да не повежем са ударима огромних крила.”
Прича се завршава приповедачевим буђењем и тврдњом да је „то био најживописнији сан који сам годинама имао, црпећи изворе подсвести давно нетакнуте и заборављене”.